# Love Profusion
Love Profusion - четвертий промо сингл з дев'ятого студійного альбому Мадонни American Life. Пісня написана Мадонною і французьким продюсером Мірве Ахмаджай, кодований голос якого можна почути у фонограмі.

## Відеокліп

Фрагмент кліпу Мадонни на пісню Love Profusion.

Музичне відео до пісні Love Profusion відзняв французький режисер Люк Бессон. Відеокліп знято у жовтні 2003 року. Концептуально у відео змінюються два сюжети: зруйноване місто та казковий світ з летючими феями. Сцени знімали з використанням "зеленого екрану" для накладання віртуальної графіки.
Зйомки кліпу проходили паралельно зі зйомками реклами парфуму "Beyond Paradise" від Estée Lauder, у якій для взаємного збільшення продажів також використовувався фрагмент пісні Love Profusion.

## Перелік версій та синглів
Промо CD-сингл
1. Love Profusion - 3:39

Німецький 2-трековий CD-сингл
1. Love Profusion (Album Version) - 03:35
2. Love Profusion (Headcleanr Rock Mix) - 03:16

Європейський 3-трековий CD-сингл
1. Love Profusion (Album Version) - 03:35
2. Nothing Fails (Radio Edit) - 03:45
3. Love Profusion (Passengerz Club Mix) - 07:01

Європейський i австралійський 3-трековий CD-сингл
1. Love Profusion (Album Version) - 03:48
2. Love Profusion (Ralphi Rosario House Vocal Mix) - 06:02
3. Nobody Knows Me (Above And Beyond 12" Mix) - 08:46

7-трековий CD-Maxi сингл
1. Love Profusion (Blow-Up Mix) - 08:09
2. Love Profusion (The Passengerz Club Profusion) - 09:35
3. Love Profusion (Ralphi Rosario House Vocal Extended) - 07:29
4. Love Profusion (Craig J.'s "Good Vibe" Mix) - 07:14
5. Love Profusion (Ralphi Rosario Big Room Vox Extended) - 09:58
6. Love Profusion (Ralphi Rosario Big Room Dub) - 08:57
7. Nothing Fails (Peter's Lost In Space Mix) - 08:39

Перелік синглів Мадонни